# Manius Aemilius Mamercinus
Manius Aemilius Mamercinus war ein Politiker der Römischen Republik aus der gens Aemilia. Er bekleidete im späten 5. Jahrhundert v. Chr. mehrere hohe Ämter. Im Jahre 410 v. Chr. war er Konsul mit Gaius Valerius Potitus Volusus, in den Jahren 405, 403 und 401 v. Chr. Militärtribun mit konsularischer Gewalt.